# Crisis financiera de 2007-2008
La crisis financiera de 2007-2008 fue la crisis financiera más grave desde la Gran Depresión (1929). La opinión predominante es que fue causada por la asunción de riesgos excesivos por parte de las instituciones financieras estadounidenses relacionados con los préstamos abusivos dirigidos a compradores de viviendas de bajos ingresos, que provocó el estallido de la burbuja inmobiliaria de los Estados Unidos.
Por lo tanto, es comprensible que esta crisis se desató de manera directa debido al colapso de la burbuja inmobiliaria en los Estados Unidos en el año 2006, que provocó aproximadamente en octubre de 2007 la llamada crisis de las hipotecas subprime.
En 2007, los valores respaldados por hipotecas vinculados a bienes raíces estadounidenses, así como una amplia red de derivados financieros vinculados a esos títulos, colapsaron en valor, razón por la cual las instituciones financieras de todo el mundo sufrieron graves daños, alcanzando un clímax, el 15 de septiembre de 2008, con la quiebra de Lehman Brothers y la posterior crisis bancaria internacional.
Las repercusiones de la crisis hipotecaria comenzaron a manifestarse de manera extremadamente grave desde inicios de 2008, contagiándose primero al sistema financiero estadounidense, y después al internacional, teniendo como consecuencia una profunda crisis de liquidez, y causando, indirectamente, otros fenómenos económicos, como una crisis alimentaria global (como la crisis bursátil de enero de 2008, crisis bursátil mundial de octubre de 2008, crisis económica a escala internacional y la gran recesión).
Los precondicionamientos para la crisis financiera fueron complejos y multicausales. Casi dos décadas antes, el Congreso de los Estados Unidos había aprobado una legislación que fomentaba la financiación de viviendas asequibles. Sin embargo, en 1999, partes de la Ley Glass-Steagall, que había sido adoptada en 1933, para evitar que se volviera a producir una situación como la crisis de 1929, fueron derogadas pelo Gramm–Leach–Bliley Act, lo que permitió a las instituciones financieras combinar sus operaciones comerciales (adversas al riesgo) y de negociación por cuenta propia (asunción de riesgos). Podría decirse que el mayor contribuyente a las condiciones necesarias para el colapso financiero fue el rápido desarrollo de productos financieros depredadores dirigidos a compradores de viviendas de bajos ingresos y poca información que en su mayoría pertenecían a minorías raciales. Este desarrollo del mercado no fue atendido por los reguladores y, por lo tanto, tomó por sorpresa al Gobierno federal de los Estados Unidos.
Tras el inicio de la crisis, los gobiernos implementaron rescates masivos de instituciones financieras y otras políticas monetarias y fiscales paliativas para evitar el colapso del sistema financiero mundial. En los EE. UU., los setecientos mil millones de dólares puesto a disposición por la Ley de Estabilización Económica, que entró en vigor el 3 de octubre de 2008, no pudieron frenar la caída libre económica, pero la Ley de Reinversión y Recuperación, promulgada el 17 de febrero de 2009, que incluía un crédito fiscal sustancial sobre la nómina. La crisis desencadenó la Gran Recesión de 2008 resultó en aumentos en el desempleo y el suicidio y disminuciones en la confianza institucional y las tasas de natalidad, entre otras métricas. La recesión fue una condición previa importante para la crisis de la deuda europea.
En 2010:
- se promulgó la Ley Dodd-Frank de Reforma de Wall Street y Protección al Consumidor como respuesta a la crisis para «promover la estabilidad financiera de los Estados Unidos»;[17]
- Fueron establecidos nuevos estándares de capital y liquidez por los Acuerdos de Basilea III, que luego serían adoptados por varios países de todo el mundo.[18][19]

## Visión general
La crisis desencadenó la Gran Recesión, que, en ese momento, fue la recesión mundial más grave desde la Gran Depresión (1929). También fue seguida por la crisis de la deuda europea, que comenzó con un déficit en Grecia a fines de 2009, y la crisis financiera islandesa de 2008-2011, que involucró la quiebra bancaria de los tres principales bancos de Islandia y, en relación con el tamaño de su economía, fue el mayor colapso económico sufrido por cualquier país en la historia.
Fue una de las cinco peores crisis financieras que ha experimentado el mundo y provocó una pérdida de más de dos billones de dólares de la economía mundial. La deuda hipotecaria de viviendas de EE. UU. en relación con el PIB aumentó de un promedio del 46 % durante la década de 1990 al 73 % durante 2008, alcanzando los 10.5 billones de dólares. El aumento de las refinanciaciones con retiro de efectivo, a medida que aumentaba el valor de las viviendas, impulsó un aumento del consumo que ya no podía sostenerse cuando los precios de las viviendas bajaban.
Muchas instituciones financieras poseían inversiones cuyo valor se basaba en hipotecas de viviendas, como valores respaldados por hipotecas o derivados de crédito, utilizados para asegurarlos contra fallas, cuyo valor disminuyó significativamente.
El Fondo Monetario Internacional estimó que los grandes bancos estadounidenses y europeos perdieron más de un billón de dólares en activos tóxicos y préstamos incobrables desde enero de 2007 hasta septiembre de 2009.
La falta de confianza de los inversores en la solvencia bancaria y la disminución de la disponibilidad de crédito llevaron a la caída de los precios de las acciones y las materias primas a finales de 2008 y principios de 2009. La crisis se convirtió rápidamente en una conmoción económica mundial, lo que resultó en varias quiebras bancarias. Las economías de todo el mundo se desaceleraron durante este período debido a que el crédito se restringió y el comercio internacional disminuyó.
Los mercados inmobiliarios sufrieron y el desempleo se disparó, lo que resultó en desalojos y ejecuciones hipotecarias. Varios negocios fracasaron. Desde su punto máximo en el segundo trimestre de 2007 en 61.4 billones de dólares, la riqueza de los hogares en los Estados Unidos cayó 11 billones de dólares, a 59.4 billones de dólares a fines del primer trimestre de 2009, lo que resultó en una disminución en el consumo y luego una disminución en la inversión empresarial.
En el cuarto trimestre de 2008, la disminución intertrimestral del PIB real en EE. UU. fue del 8.4 %. La tasa de desempleo de EE. UU. alcanzó un máximo del 11.0 % en octubre de 2009, la tasa más alta desde 1983 y aproximadamente el doble de la tasa anterior a la crisis. El promedio de horas por semana laboral se redujo a 33, el nivel más bajo desde que el gobierno comenzó a recopilar datos en 1964.
La crisis económica comenzó en los Estados Unidos pero se extendió al resto del mundo. El consumo estadounidense representó más de un tercio del crecimiento del consumo mundial entre 2000 y 2007 y el resto del mundo dependía del consumidor estadounidense como fuente de demanda. Los valores tóxicos eran propiedad de inversores corporativos e institucionales a nivel mundial. Los derivados, como los títulos de permuta de incumplimiento crediticio, también aumentaron el vínculo entre las grandes instituciones financieras. El desapalancamiento de las instituciones financieras, ya que se vendieron activos para pagar obligaciones que no pudieron ser refinanciadas en mercados crediticios congelados, aceleró aún más la crisis de solvencia y provocó una disminución en el comercio internacional.
Las reducciones en las tasas de crecimiento de los países en desarrollo se debieron a caídas en el comercio, los precios de los productos básicos, la inversión y las remesas enviadas por los trabajadores migrantes (ejemplo: Armenia). Los estados con sistemas políticos frágiles temían que los inversionistas de los estados occidentales retiraran su dinero debido a la crisis.
Como parte de la respuesta de la política fiscal nacional a la Gran Recesión, los gobiernos y los bancos centrales, incluida la Reserva Federal, el Banco Central Europeo y el Banco de Inglaterra, proporcionaron billones de dólares en rescates y estímulos sin precedentes, incluida una política fiscal y monetaria expansiva para compensar la caída de la capacidad de consumo y préstamo, evitar un mayor colapso, fomentar el crédito, restaurar la confianza en los mercados integrales de letras de cambio, evitar el riesgo de una espiral deflacionaria y proporcionar a los bancos fondos suficientes para que los clientes puedan realizar retiros.
En efecto, los bancos centrales pasaron a actuar como el «prestamista de última instancia» para una parte importante de la economía. En algunos casos, la Fed fue considerada el «comprador de último recurso». Durante el cuarto trimestre de 2008, estos bancos centrales compraron 2.5 billones de dólares estadounidenses en deuda pública y activos privados problemáticos de los bancos.
Esta fue la mayor inyección de liquidez al mercado crediticio y la mayor acción de política monetaria en la historia mundial. Siguiendo un modelo iniciado por el paquete de rescate bancario del Reino Unido de 2008, los gobiernos de las naciones europeas y de los Estados Unidos garantizaron la deuda emitida por sus bancos y recaudaron el capital de sus sistemas bancarios nacionales, y finalmente compraron 1.5 billones de dólares en acciones preferentes recién emitidas en los principales bancos. El Sistema de la Reserva Federal creó entonces cantidades significativas de nueva moneda como método para combatir la trampa de la liquidez.
Los rescates llegaron en forma de billones de dólares en préstamos, compras de activos, garantías y gastos directos. Una controversia significativa acompañó a los rescates, como en el caso de la controversia de los pagos de bonificación de AIG, lo que condujo al desarrollo de una variedad de «marcos de toma de decisiones», para ayudar a equilibrar los intereses políticos en competencia en tiempos de crisis financiera. Alistair Darling, el Canciller de la Hacienda del Reino Unido, declaró en 2018 que Gran Bretaña estuvo a pocas horas de «un colapso de la ley y el orden» el día en que se rescató al Royal Bank of Scotland. En lugar de financiar más préstamos nacionales, algunos bancos gastaron parte del dinero del estímulo en áreas más rentables, como invertir en mercados emergentes y divisas.
China aumentó su posición como actor global responsable durante la crisis. Cuando los países occidentales se acercaban al desastre financiero, China creó crédito para gastar en infraestructura. Esto ayudó a estabilizar la economía global y también brindó una oportunidad para que China modernizara su propia infraestructura. El desempeño excepcional de China durante la crisis hizo que sus élites confiaran más en que el equilibrio global de poder estaba cambiando a favor de China.
En julio de 2010, se promulgó en los Estados Unidos la Ley Dodd-Frank de Reforma de Wall Street y Protección al Consumidor para «promover la estabilidad financiera de los Estados Unidos». Las normas de capital y liquidez de los Acuerdos de Basilea III, que se adoptaron en todo el mundo. Desde la crisis financiera de 2008, los reguladores de consumo en Estados Unidos han supervisado más de cerca a los vendedores de tarjetas de crédito e hipotecas para viviendas a fin de disuadir las prácticas anticompetitivas que condujeron a la crisis.
En total, 47 banqueros cumplieron condena en la cárcel como resultado de la crisis, más de la mitad de los cuales eran de Islandia, donde la crisis fue más grave y condujo al colapso de los tres principales bancos islandeses. En abril de 2012, Geir H. Haarde, ex primer ministro de Islandia, se convirtió en el único político condenado como resultado de la crisis. Kareem Serageldin, un exejecutivo de Credit Suisse, fue el único banquero que fue arrestado en los Estados Unidos como resultado de la crisis,  que fue sentenciado a 30 meses de cárcel y devolvió 24.6 millones de dólares en compensación por manipular los precios de los bonos para ocultar mil millones de dólares en pérdidas. Ninguna persona en el Reino Unido fue condenada como resultado de la crisis. Goldman Sachs pagó 550 millones de dólares para resolver los cargos de fraude después de supuestamente anticipar la crisis y vender inversiones tóxicas a sus clientes.
Con menos recursos para arriesgar en la destrucción creativa, el número de solicitudes de patentes se mantuvo estable, en comparación con los aumentos exponenciales de solicitudes de patentes en años anteriores.
A las familias estadounidenses típicas no les fue bien, ni tampoco a las familias «ricas pero no las más ricas» justo debajo de la cima de la pirámide. Sin embargo, la mitad de las familias más pobres de los Estados Unidos no sufrieron ninguna disminución de la riqueza durante la crisis porque, por lo general, no poseían inversiones financieras cuyo valor puede fluctuar. La Reserva Federal encuestó a 4000 hogares entre 2007 y 2009, y encontró que la riqueza total del 63 % de todos los estadounidenses disminuyó en ese período y el 77 % de las familias más ricas tuvieron una disminución en la riqueza total, mientras que solo el 50 % de los de abajo de la pirámide sufrió una disminución.

## Evolución
La crisis financiera de 2007-2008 se desató de manera directa debido al colapso de la burbuja inmobiliaria en los Estados Unidos en el año 2006, que provocó aproximadamente en octubre de 2007 la llamada crisis de las hipotecas subprime. Las repercusiones de la crisis hipotecaria comenzaron a manifestarse de manera extremadamente grave desde inicios de 2008, contagiándose primero al sistema financiero estadounidense, y después al internacional, teniendo como consecuencia una profunda crisis de liquidez, y causando, indirectamente, otros fenómenos económicos, como una crisis alimentaria global, diferentes derrumbes bursátiles (como la crisis bursátil de enero de 2008 y la crisis bursátil mundial de octubre de 2008) y, en conjunto, una crisis económica a escala internacional.
Hay que tener en cuenta que la lenta recuperación de la crisis financiera tardó diez años en empezar a notarse, justo cuando llegó el año 2020 en el que la pandemia por el COVID-19 causó una segunda crisis también de efectos globales.

## Los inicios

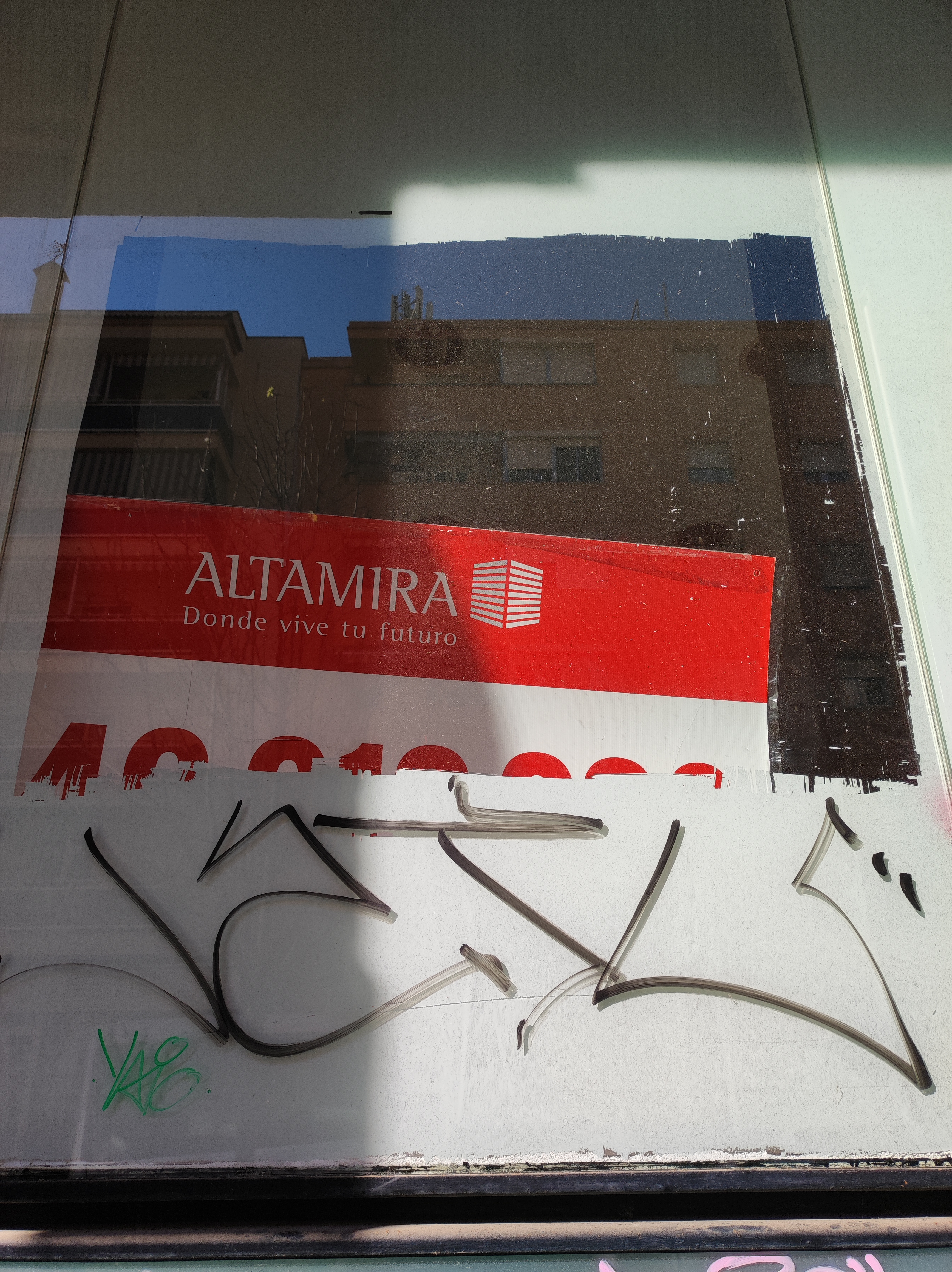
Ejemplo de empresa inmobiliaria afectada por la crisis económica

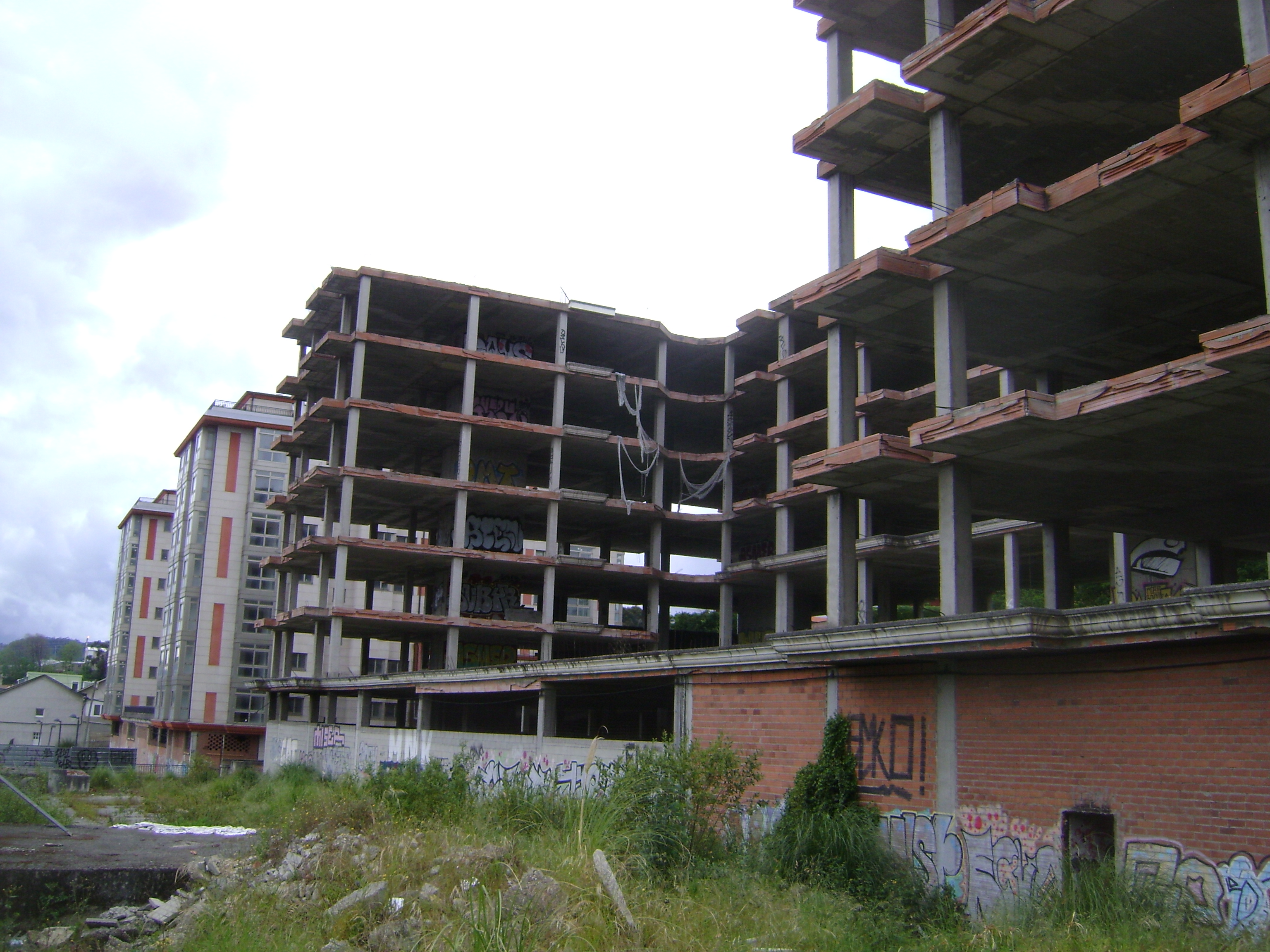
Edificios inacabados por causa de la crisis en La Coruña, Galicia (España).

La crisis inmobiliaria tiene sus orígenes en el conjunto de bonos de viviendas colocados en el mercado por los principales bancos en los Estados Unidos. En un principio, los bonos inmobiliarios ofrecían al inversionista un alto rendimiento junto con un bajo riesgo, por lo anterior, se convirtieron en el instrumento de moda y los preferidos por los bancos, sin embargo, los bonos eran básicamente un conjunto de casas hipotecadas en regla y con pagos al corriente además de una baja tasa de interés. Las posibilidades de una crisis financiera muy grave la había advertido ya Raghuram Rajan (n. 1963) en 2005, en una publicación presentada con motivo de un homenaje a Alan Greenspan.
«El golpe de la crisis financiera de 2008 puede fijarse oficialmente en agosto de 2007. Fue cuando los bancos centrales tuvieron que intervenir para proporcionar liquidez», según George Soros en su libro El nuevo paradigma de los mercados financieros (Taurus 2008). Cierto es que los inicios de la crisis datan de mediados del año 2007, con los primeros síntomas de las dificultades originadas por las hipotecas subprime. A fines de 2007 los mercados de valores de Estados Unidos comenzaron una precipitada caída, que se acentuó gravemente en el comienzo del 2008. La confluencia de otros eventos de particular nocividad para la economía estadounidense (subida de los precios del petróleo, aumento de la inflación, estancamiento del crédito), exageraron el pesimismo global sobre el futuro económico estadounidense, hasta el punto de que la Bolsa de Valores de Nueva York sucumbía diariamente a «rumores» financieros. Muchos opinan que esto fue lo que precipitó la abrupta caída del banco de inversión Bear Stearns, que previamente no mostraba particulares signos de debilidad. Sin embargo en marzo del 2008, en cuestión de días fue liquidado en el mercado abierto y posteriormente en un acto sin precedentes, la Reserva Federal maniobró un «rescate» de la entidad, la cual terminó siendo vendida a precio de saldo a JP Morgan Chase.
Rápidamente, el impacto de las hipotecas de crisis provocó repercusiones más allá de los Estados Unidos. Los bancos de inversión sufrieron pérdidas en todo el mundo. Las empresas empezaron a negarse a comprar bonos por valor de miles de millones de dólares, a causa de las condiciones del mercado. El Banco Federal los EE. UU. y el Banco Central Europeo trataron de reforzar los mercados con dinero, inyectando fondos disponibles a los bancos (préstamos en condiciones más favorables). Las tasas de interés también fueron cortadas, en un esfuerzo para alentar a los préstamos. Sin embargo, a corto plazo las ayudas no resolvieron la crisis de liquidez (falta de dinero disponible para los bancos), ya que los bancos seguían desconfiando, por lo que se negaron a otorgar préstamos unos a otros. Los mercados de crédito se volvieron inmóviles pues los bancos fueron reacios a prestarse dinero entre ellos, al no saber cuantos malos préstamos podrían tener sus competidores. La falta de crédito a los bancos, empresas y particulares acarrea la amenaza de recesión, la pérdida de empleos, quiebras y por lo tanto un aumento en el costo de la vida. En el Reino Unido, el banco Northern Rock pidió un préstamo de emergencia para mantenerse, lo que impulsó a un run en el banco. Dos mil millones de libras fueron retiradas por clientes preocupados. El banco se nacionalizó más tarde. En los EE. UU., el banco Bear Stearns casi se colapsó, lo que lleva a una crisis de confianza en el sector financiero y el fin de los bancos especializadas en la sola inversión.
El apalancamiento y especulación bancarios son mencionados como causas de la crisis. El Banco Mundial, en su reporte Regulación Bancaria y Supervisión una Década Después de la Crisis Financiera Global (2019|2020) dice tras el análisis de diez años de información «Hoy, hay un extendido acuerdo de que la crisis fue causada por una toma excesiva de riesgo por parte de las instituciones financieras. Los intermediarios financieros aumentaron su apalancamiento, apoyándose fuertemente en el financiamiento mayorista, bajaron sus estándares de préstamo y —apoyándose en erróneas calificaciones de riesgo— invirtieron en complejos instrumentos [financieros] estructurados».

### El pánico bursátil
Tras un respiro primaveral, los mercados bursátiles de Estados Unidos volvieron a una extrema debilidad, entrando oficialmente en caídas superiores al 20 % en junio, lo cual se considera un mercado en retroceso extendido («bear market»). Esto volvió a ser motivado por malas noticias en el sector financiero, con las primeras declaraciones de bancarrota, incluyendo la caída del banco IndyMac, la segunda quiebra más grande en términos de dólares en la historia del país, con el riesgo latente que otros bancos regionales también pudiesen terminar igual por la crisis.
La crisis tomó dimensiones aún más peligrosas para la economía de Estados Unidos cuando las dos sociedades hipotecarias más grandes del país, Freddie Mac y Fannie Mae, que reúnen la mitad del mercado de hipotecas sobre viviendas, comenzaron a ver sus acciones atacadas por los especuladores bajistas, a tal punto que a principios de julio, el gobierno de Estados Unidos y la Reserva Federal nuevamente tuvieron que anunciar un rescate para esas entidades financieras. Tal decisión creó consternación en varios sectores liberales, que adujeron que tales rescates solo empeorarían a largo plazo las prácticas éticas de los inversionistas, fomentando con dinero público la temeridad. Durante ese periodo, la FED, así como otros bancos centrales, continuaron inyectando liquidez al mercado, por valor de cientos de miles de millones de dólares, euros o libras esterlinas.
El 15 de septiembre, el banco de inversión Lehman Brothers pidió protección crediticia ante la ley, declarándose oficialmente en bancarrota. Mientras tanto, el banco de inversión Merrill Lynch fue adquirido por Bank of America, a mitad de su valor real. Los candidatos presidenciales de EE. UU. en ambos partidos y la prensa comenzaron a catalogar la situación de «pánico financiero», «crisis económica en el país» y de «colapso». Los bancos de inversión se fusionaron con los bancos comerciales para poder controlarlos mejor y estar regulados bajos las mismas leyes más estrictas para los bancos comerciales.

### La extensión a la economía
Las economías de todo el mundo se ven afectadas por la carencia de crédito. Ciertos gobiernos nacionalizan los bancos, como en Islandia y Francia. Los bancos centrales en los EE. UU., Canadá y algunas partes de Europa toman la coordinación sin precedentes de un recorte de un medio punto por ciento de los tipos de interés en un esfuerzo para aliviar la crisis.
Acciones han subido y bajado con noticias de los fracasos, las adquisiciones y de rescates. En parte, esto refleja la confianza de los inversores en el sistema bancario. Si bien las acciones bancarias han sido golpeadas por deudas dudosas, los minoristas se han visto afectados ya que la confianza de los consumidores se ha desvanecido por la caída de los precios de la vivienda.
El dólar estadounidense sufrió un proceso constante de depreciación y el déficit comercial que continuó batiendo récords. La ventaja exportadora por un dólar débil fue completamente anulada en el intercambio comercial por el alza de los precios del petróleo, del cual EE. UU importa el 50 %. Millones de familias comenzaron a perder sus hogares, e instituciones como General Motors, Ford, Chrysler y muchas aerolíneas empezaron a tener serias dificultades. Los índices de confianza del consumidor se situaron en sus más bajos niveles históricos (algunos datan de los años 50), y se produjo un alza del desempleo en los Estados Unidos y otros países desarrollados.

### 2009
Para marzo de 2009, los mercados bursátiles y de bonos han repuntado un poco. Además, se ha aliviado la presión sobre algunas firmas financieras de EE. UU. El FMI reportó que los sistemas financieros de Europa, Estados Unidos y Japón registrarán entre 2007 y 2010 10.1 billones de dólares en pérdidas —hasta ahora el sector bancario ha perdido un billón de dólares—. Para volver a los niveles de capitalización anteriores, los bancos necesitarán recaudar 875 000 millones de dólares en 2009. El FMI incluso propuso nacionalizar los bancos si fuese necesario. La acumulación de activos en problemas impide una recuperación económica: las pérdidas de crédito se proyectan mayores que las de EE. UU. Los bancos necesitarán más dinero fresco para sanear sus balances, según el FMI.

### 2010
En el año 2010 la crisis financiera global provocó una crisis en el sistema del euro, haciéndose necesario el rescate por parte del Banco Central Europeo de las economías de Grecia, Irlanda y Portugal, además, del rescate del sistema bancario español, por parte del Banco Central Europeo.

## Medidas
Las autoridades económicas, desde el inicio de la crisis, han optado por diferentes soluciones: la inyección de liquidez desde los bancos centrales, la intervención y la nacionalización de bancos, la ampliación de la garantía de los depósitos, la creación de fondos millonarios para la compra de activos dañados o la garantía de la deuda bancaria. Las medidas parecen tener como objetivo mantener la solvencia de las entidades financieras, restablecer la confianza entre entidades financieras, calmar las turbulencias bursátiles y tranquilizar a los depositantes de ahorros.

### Medidas gubernamentales
Desde finales de agosto de 2005, el gobierno estadounidense ha anunciado varias medidas para evitar las situaciones de impago de los hogares. Un primer plan de rescate para los bancos fue presentado oficialmente a principios de diciembre de 2007, con un doble objetivo: primeramente proteger a los hogares más frágiles, pero también encauzar la crisis. La principal medida destinada a limitar los impagos hipotecarios es congelar, bajo ciertas condiciones, los tipos de interés de los préstamos de alto riesgo a tipo variable. La administración Bush también anunció a principios de 2008 un plan presupuestario de relanzamiento de unos ciento cincuenta mil millones de dólares, o sea el equivalente del 1 % del PIB.
Buscando una solución a largo plazo, el gobierno de los EE. UU. otorgó un rescate de setencientos mil millones de dólares para comprar la mala deuda de Wall Street a cambio de una participación en los bancos. El gobierno quería pedir préstamos en los mercados financieros mundiales, y esperaba que pudiera vender los bonos malos en cuanto el mercado de la vivienda se hubiese estabilizado. El gobierno del Reino Unido lanzó su propio rescate, haciendo cuatrocientos mil millones de libras disponibles a ocho de los más grandes bancos del Reino Unido y a empresas de vivienda a cambio de participación al capital de ellas. A cambio de su inversión, el gobierno espera obtener una participación en los bancos.
Muchas medidas han tenido cierto proteccionismo según denunció la OMC: «Ha habido incrementos en aranceles, nuevas medidas no arancelarias y más países recurren a medidas de defensa comercial como acciones anti dumping«. Desde el inicio de 2009 ha habido un «declive significativo» en el compromiso global con el libre comercio debido a la crisis económica global, dijo la OMC: en su informe de la OMC, el comercio global se contraería un 9 % este año. El informe también enuncia ejemplos de las medidas que los países están tomando para proteger sus compañías y economías, desde aranceles a la importación de bolsas plásticas de Asia a Europa a la prohibición de juguetes chinos en India. Tan sólo en marzo, Corea de Sur incrementó los aranceles sobre el petróleo. México subió los aranceles a 89 productos estadounidenses, Ucrania impuso un arancel de 13 % sobre todas las importaciones, EE. UU. subió los aranceles a las importaciones de tubos de acero chinos y Argentina impuso una licencia especial para la importación de juguetes.Argentina, Brasil, Canadá, Rusia, Ecuador y Ucrania han incrementado recientemente sus aranceles a la importación de zapatos, principalmente de China y Vietnam. Doce países han ayudado a sus industrias automotrices. EE. UU., Brasil y Francia han entregado generosos préstamos. India ha requerido licencias y Argentina ha fijado precios para la importación de auto partes. Diez países y la UE han incrementado los aranceles sobre el acero importado.
Sin embargo, la OMC también aplaudió ciertos esfuerzos por promover el comercio global: Argentina ha eliminado los impuestos de exportación sobre 35 productos lácteos. Brasil ha extendido un programa de préstamos a los exportadores. China ha eliminado los aranceles de importación de placas de acero y Las Filipinas han recortado aranceles al trigo y cemento.

### Política monetaria
Desde el inicio de la crisis en agosto de 2007, los bancos centrales han demostrado una gran capacidad de reacción. Además han actuado a la vez para evitar una crisis bancaria sistémica y para limitar las repercusiones sobre el crecimiento. Asimismo, la Reserva Federal estadounidense flexibilizó la política monetaria inyectando liquidez y, en algún momento, actuó sobre los tipos de interés.
Los bancos se financian tradicionalmente tomando dinero prestado a corto plazo en el mercado interbancario. Pero la crisis financiera que empezó en 2007 se ha caracterizado por una gran desconfianza mutua entre los bancos, lo que llevó a un aumento de los tipos interbancarios. Las tasas interbancarias superaron por mucho la tasa directriz del banco central. Asimismo, los bancos centrales han intervenido masivamente para inyectar liquidez, esperando así reducir las tensiones del mercado monetario y restablecer la confianza. La política monetaria se ha caracterizado también por una extensión de la duración de los préstamos, una ampliación de las garantías y la posibilidad de obtener refinanciación.
Además de proveer liquidez, para reducir el impacto de la crisis financiera sobre el crecimiento, la Fed ha bajado considerablemente su tipo directriz, que ha pasado del 6 % a principios de 2007 al 0.5 % a finales de 2008. En cambio, el BCE no ha bajado su tipo directriz.
Los bancos centrales desempeñaron la función de prestamista de última instancia (PUI), al prestar fondos adicionales a los bancos tomando sus activos como garantía. Desde el principio de la crisis, el Banco de Inglaterra tuvo que nacionalizar temporalmente en febrero de 2008 el banco hipotecario Northern Rock, y en marzo de 2008 la Fed tuvo que acudir en ayuda del banco de inversión Bear Stearns.
El 23 de marzo de 2008, el presidente de BCE, Jean-Claude Trichet afirmó que Europa no necesitaba aumentar los gastos para poder combatir la crisis financiera global. En su lugar, propuso que los gobiernos deberían actuar con rapidez en implementar las medidas ya anunciadas. Basó sus medidas en que estas corresponden a la gravedad de la situación.
En marzo de 2009, Timothy Geithner (secretario del Tesoro de Estados Unidos) anunció la creación de sociedades público-privadas que compraran los préstamos y valores tóxicos de los bancos. El fin es que los inversionistas ganen grandes cantidades de dinero, a fin de que aliente las inversiones en este sector, para que se revitalicen los mercados financieros relacionados con préstamos y valores. Así, según WSJ: «Si un banco tiene un préstamo hipotecario de 100 USD que logra venderle a una entidad pública-privada por 84 USD, los inversionistas privados contribuyen apenas 6 USD. El Tesoro pone 6 USD y el Fondo de Garantía de Depósitos (FDIC) de EE. UU. garantiza un préstamo por 72 USD». Uno de los inconvenientes podría ser que los bancos rehúsen vender los activos a un precio inferior que al de los libros, pues se agotarían sus reservas, lo que procedería a cerrarlos o aceptar el dinero de los contribuyentes.

## La crisis representada en el cine y el teatro
La crisis financiera del 2008 ha aparecido como argumento en numerosas películas y obras de teatro. Su utilización tiene como objetivo ilustrar las causas de la crisis, haciendo hincapié, de una manera didáctica, en los mecanismos de funcionamiento de los mercados financieros, la burbuja inmobiliaria, la especulación y la creación de las hipotecas subprime. En formato documental, o utilizando argumentos de ficción, se han tratado de mostrar los principios básicos del capitalismo y las consecuencias de la especulación.

### Cine
Las películas más destacadas son:
- Inside Job, 2010. Documental dirigido por Charles Ferguson que explica los motivos de la crisis y sus consecuencias.[123]

- Too big to fail (Malas noticias), 2011. Adaptación, dirigida por Curtis Hanson, del libro de Andrew Ross Sorkin, sobre el origen de la crisis, centrado en las relaciones entre las entidades financieras y el poder político.[124]

- Margin Call, 2011. Dirigida por J. C. Chandor, retrata las veinticuatro horas previas al estallido de la crisis, a través de los directivos de un banco de inversión.[125]

- La gran apuesta, 2015. Dirigido por Adam McKay, muestra el origen de la crisis, tres años antes de su estallido, a través de la especulación en el mercado inmobiliario.[126]

### Teatro
Algunas obras destacadas son: 
- En esta crisis no saltaremos por la ventana (2010), de Pedro Montalbán Kroebel. Una sátira de la ética capitalista, vista a través de los ojos de los empleados de una oficina de Lehman Brothers en España.[127][128]

- … y la casa crecía (2016), de Jesús Campos. Aborda la crisis desde la perspectiva del crecimiento económico incontrolado.[129][130]